# Louis Nicolas Auguste Flobert

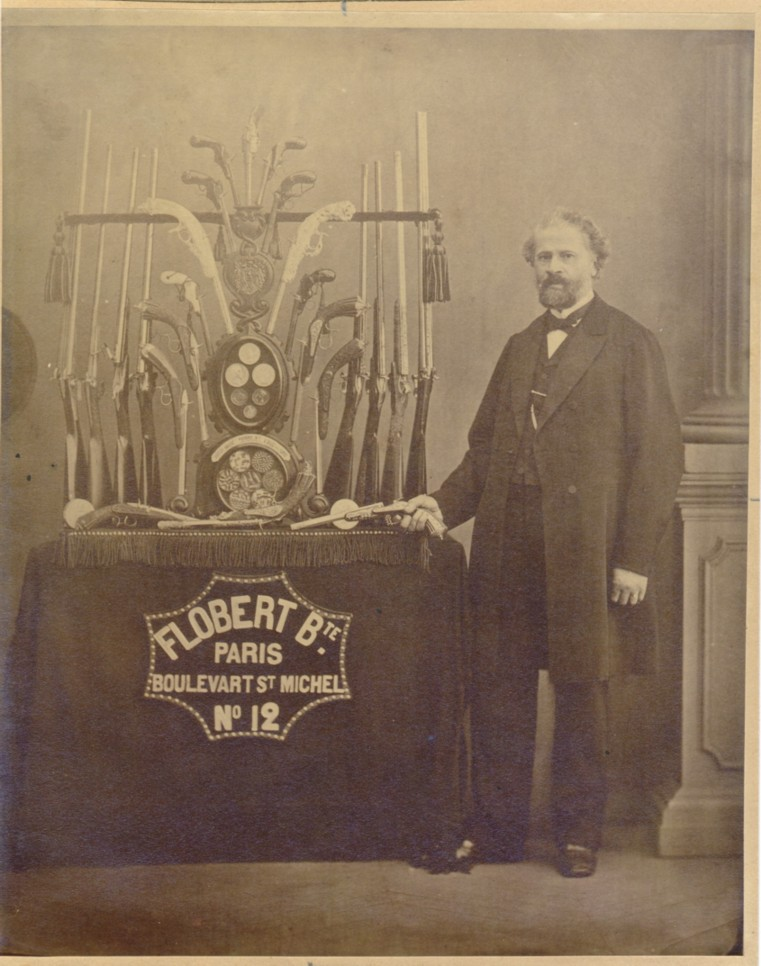
Flobert um 1850

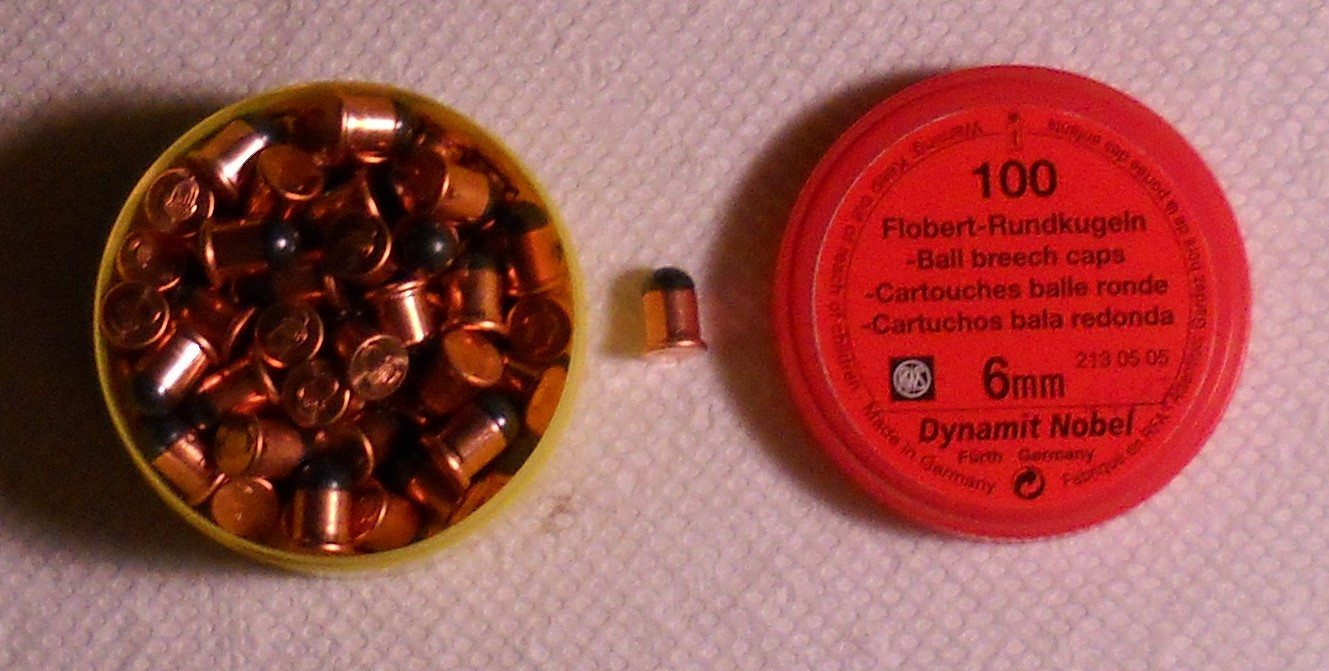
Flobertpatronen 6mm Rundkugel

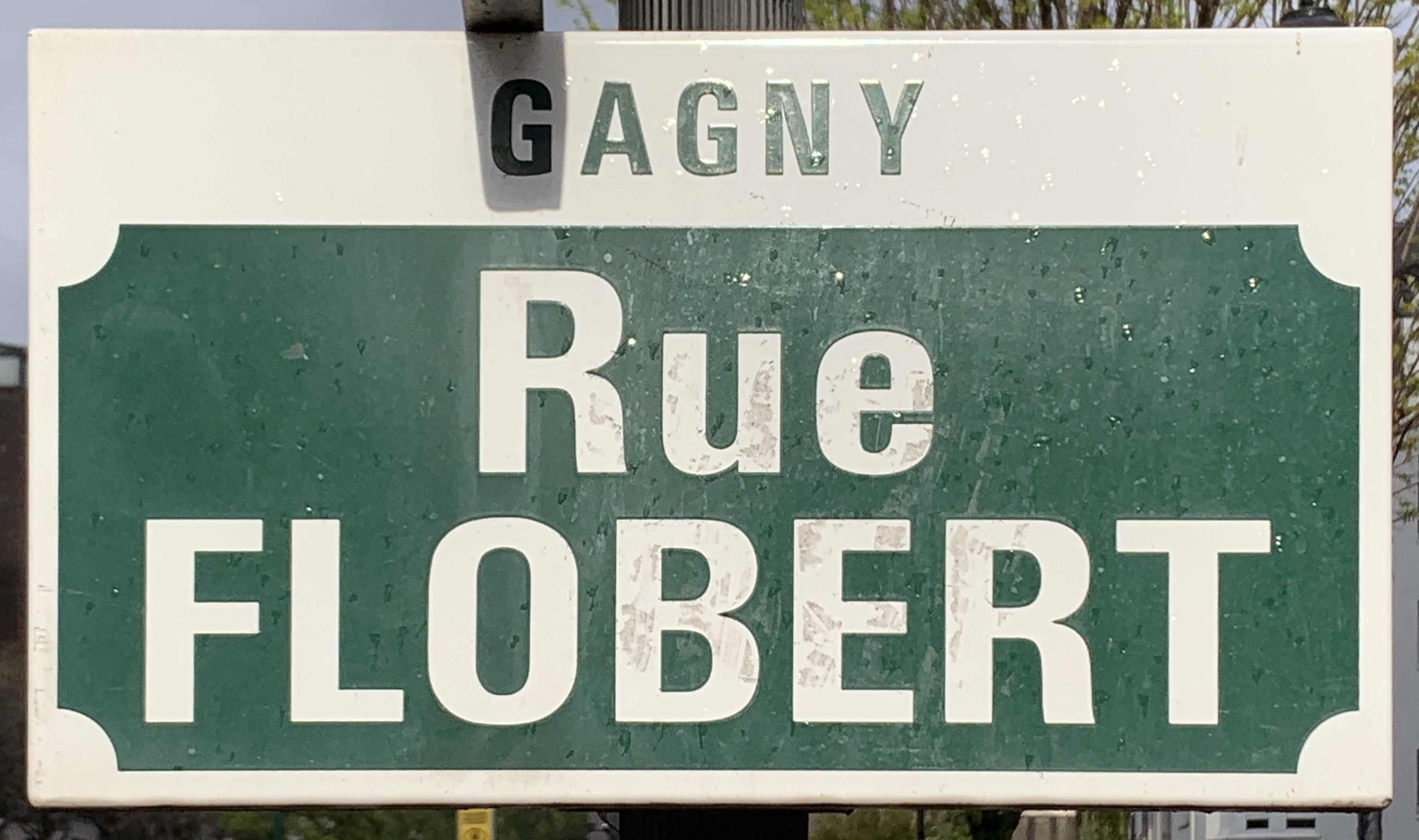
Nach Flobert benannte Straße in Gagny

Louis Nicolas Auguste Flobert (1819–1894 in Gagny) war ein Büchsenmacher aus Paris und ist der Erfinder der Randfeuerpatrone.

## Leben und Wirken
Flobert fertigte populäre Sportwaffen, mit denen in Herrenzimmern und Salons als Freizeitbeschäftigung geschossen wurde. Um das Jahr 1845 kombinierte Flobert übliche Anzündhütchen für Perkussionswaffen mit einem kleinen 6-mm-Rundkugelgeschoss zu einer Patrone (6 mm Flobert bzw. .22 BB Cap). Es gab keine extra Treibladung aus Schwarzpulver; das Geschoss wurde lediglich mit dem Zündsatz des Anzündhütchens beschleunigt. Doch zunächst war das System nicht ausgreift, da das Zündhütchen in den Lauf hinein rutschte sowie auch ein stabiles Gegenlager fehlte, gegen welches der Hahn die Zündmasse hätte drücken können. Deswegen stauchte Flobert das Zündhütchen so zusammen, dass am Boden ein Rand entstand. Mit diesem konnte sich die Hülse am Waffenrohr abstützen, ohne in den Lauf zu rutschen und der Rand des Waffenrohrs bildete ein stabiles Gegenlager um die Zündmasse zu zünden. Flobert meldete im Jahre 1846 sein Patent an, dieses wurde ihm erst am 23. Mai 1849 erteilt. Später wurde die Flobert-Munition auch in den Kalibern 4 mm und 9 mm angeboten, wobei die 9 mm teilweise auch Schrotpatronen waren.
Diese leistungsschwache Munition nutzte er in den von ihm konstruierten Flobert-Waffen. Für diese Waffen entwickelte er einen Klappenverschluss. Nachdem der Hahn gespannt wurde, konnte die Verschlussklappe mittels eines Daumenhebels nach oben aufgeklappt werden. Dieses gab das Patronenlager frei und die Patrone konnte hineingeschoben werden. Nach dem Schließen der Verschlussklappe war die Waffe feuerbereit.
Während der Londoner Industrieausstellung 1851 hatte Flobert Gelegenheit, seine Erfindungen zu präsentieren. Er war jedoch auf seine Salonwaffen fixiert und erkannte nicht das große Potential seiner Munition. Im Gegensatz zu Flobert erkannten die US-amerikanischen Büchsenmacher Horace Smith und Daniel Baird Wesson, welche ebenfalls auf der Industrieausstellung waren, die Bedeutung der neuen Patrone. Da Floberts Patent nur in Frankreich galt, konnten Smith und Wesson 1854 ein ähnliches Patent in den Vereinigten Staaten beantragen. Dieses war sozusagen der Startschuss für das Unternehmen Smith & Wesson als erfolgreicher Hersteller von Handfeuerwaffen sowie allgemein zum Durchbruch von Metallpatronen in der Waffentechnik.